# Stadion żużlowy w Zielonej Górze
Stadion żużlowy w Zielonej Górze – stadion piłkarsko-żużlowy znajdujący się w Zielonej Górze przy ulicy Wrocławskiej 69. Jest to główny obiekt zielonogórskiego Falubazu. Jego pojemność przed rozbudową wynosiła 15 tys., w tym 12 tys. miejsc siedzących. Po rozbudowie 1 łuku liczba miejsc siedzących zwiększyła się do 14 tys.

## Historia i opis
Obiekt został wybudowany w latach 20. XX wieku i otwarty 5 czerwca 1926 roku. Był największym stadionem w Zielonej Górze, a inwestorem został najstarszy zielonogórski klub sportowy, powstały w 1861 roku Stary Związek Gimnastyczny (Der Alte Turnverein – ATV). Lokalni przedsiębiorcy wspomogli wówczas Związek kwotą 20 tys. marek. Budowę toru żużlowego rozpoczęto tu po wojnie na przełomie roku 1946 i 1947. W latach 40. rozgrywano tutaj także mecze piłki nożnej.
Stadion przechodził przebudowy w latach 1956–1957 i w 1963 roku. W 1974 roku obiekt był remontowany. Po zakończeniu sezonu 1980 dokonano przebudowy toru i usunięto starą, czarną nawierzchnię żużlową.

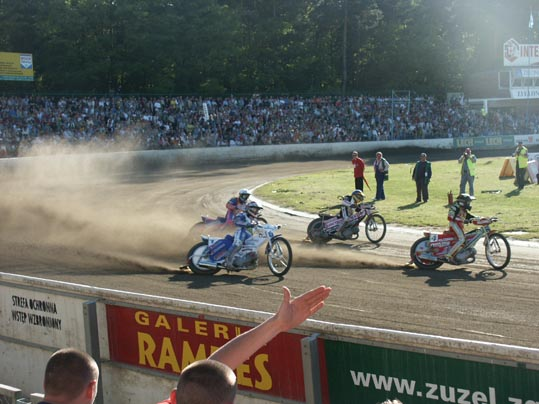
Stadion żużlowy w Zielonej Górze w 2004 roku

4 maja 2006 roku zamontowane zostały dmuchane bandy, które w ekstralidze były już obowiązkiem.
Przed sezonem 2007 przeszedł gruntowny remont, wymieniono kasy oraz ogrodzenie, zbudowano nowy budynek klubowy wraz z piętrową trybuną VIP i zamontowano cztery słupy oświetleniowe o łącznej natężeniu światła 1,8 tys. luksów. Ponadto tor na łukach został poszerzony z powodu uprzedniego zwężenia spowodowanego obowiązkiem montażu band pneumatycznych.
Na rok 2008 miasto Zielona Góra przyznało 3 mln złotych na kolejne etapy rozbudowy. Zamontowany został telebim oraz elektroniczne kasy, dokończony dolny parking dla kibiców, uruchomione wejścia od strony ul. Wrocławskiej i zamontowane krzesełka na 2. łuku.
Na początku listopada 2009 miasto przeznaczyło kolejne 11 mln złotych na zburzenie starej trybuny na 1. łuku i w jej miejsce wybudowanie nowej trybuny z zadaszeniem mogącej pomieścić 6 tys. widzów. Rozpoczęło to gruntowną przebudowę całego obiektu. Pierwszy łuk według projektu częściowo zadaszony, został ukończony latem 2010. Po zakończeniu sezonu żużlowego 2010 przeprowadzono prace zakończone zmianą geometrii i nawierzchni toru oraz podwyższeniem wysokości łuków.